# Sida cavernicola
Sida cavernicola är en malvaväxtart som beskrevs av Antonio Krapovickas. Sida cavernicola ingår i släktet sammetsmalvor, och familjen malvaväxter. Inga underarter finns listade i Catalogue of Life.